# Choropampa, el precio de oro
Choropampa, el precio de oro es una película documental peruana de 2002 dirigida por Ernesto Cabellos y Stephanie Boyd. La película documental fue seleccionada en más de 50 festivales de cine alrededor del mundo y ganó 10 premios. El documental trata sobre el derrame de mercurio en Choropampa en el año 2000 en la región Cajamarca.

## Sinopsis
Choropampa, el precio de oro da cuenta de la historia del joven alcalde Lot Saavedra, en el centro poblado de Choropampa en la región Cajamarca, que luego de un derrame de 150 kg de mercurio perteneciente a las operaciones de la empresa Newmont Mining Corporation que opera la mina de Yanacocha, lucha por obtener asistencia médica y justicia para su comunidad. La película muestra a los médicos de la empresa minera y a los lugareños discutiendo quién tocó el mercurio y qué tan tóxico es en realidad.

## Premios, nominaciones y festivales
| Año  | Lugar                                                   | País            | Categoría/Sección                          | Resultado | Refs. |
| ---- | ------------------------------------------------------- | --------------- | ------------------------------------------ | --------- | ----- |
| 2002 | Festival Internacional de Cine Documental de Ámsterdam  | Países Bajos    | Fondo IDFA Bertha 2002                     | Ganador   | [ 7 ] |
| 2003 | Mar del Plata Film Festival (Mar del Plata)             | Argentina       | OCIC Cinematographic Post-Production Award | Ganador   | [ 8 ] |
| 2003 | Prague One World Film Festival (Praga)                  | República Checa | Rudolf Vrba Award                          | Ganador   | [ 8 ] |
| 2003 | DOK.fest München (Múnich)                               | Alemania        | OCIC-SIGNIS Award                          | Ganador   | [ 9 ] |
| 2003 | Semana Internacional de Cine de Valladolid (Valladolid) | España          | Premio al Mejor Documental                 | Nominado  | [ 8 ] |

## Recepción
El trabajo audiovisual no llamó la atención de la opinión pública ni de los medios de comunicación en ese momento, aunque en la actualidad se considera una mirada aguda sobre el tema en cuestión. Desde su lanzamiento, el filme ha sido transmitido en diversos países, tales como el Perú, los Estados Unidos, Canadá, la India y en América Latina. También ha sido presentado en más de cincuenta festivales cinematográficos, y ha obtenido varios premios y reconocimientos.
Al 8 de marzo de 2023, en IMDb tiene una puntuación de 8,3/10 basada en 22 votos de los usuarios. Robert Koehler de la revista Variety escribió que la fortaleza de la película está en el registro de los eventos y los conflictos personales.